# Monika Glettler
Monika Glettler, česky a slovensky také Monika Glettlerová (19. ledna 1942 Jablonec nad Nisou – Jablonecké Paseky), je historička, působí v Německu. Zabývá se habsburskou monarchií a nástupnickými státy v 19. a 20. století, etnickými menšinami a nacionalismem.

## Život
Vystudovala historii, slavistiku a germanistiku na univerzitách v Mnichově, Vídni a Praze,  doktorát získala v Saarbrückenu v roce 1971. Poté rok pracovala jako výzkumná asistentka na Collegium Carolinum. V letech 1973 až 1976 bádala v maďarských a slovenských archivech kvůli své habilitaci, kterou získala v roce 1978 v Mnichově. V letech 1980/1981 vyučovala jako hostující profesor na Columbia University, Institute on East Central Europe. Poté vyučovala na univerzitě v Mnichově, byla jmenována mimořádným profesorem a v letech 1987/1988 vyučovala východoevropské dějiny na univerzitě ve Frankfurtu nad Mohanem. V letech 1994 až 2002 byla profesorkou moderních a východoevropských dějin na univerzitě ve Freiburgu. V Mnichově vedla Sudetoněmecký archiv.

## Dílo (výběr)
- Die Wiener Tschechen um 1900. Strukturanalyse einer nationalen Minderheit in der Großstadt. München 1972, ISBN 3-486-43821-2.
- Pittsburg, Wien, Budapest. Programm und Praxis der Nationalitätenpolitik bei der Auswanderung der ungarischen Slowaken nach Amerika um 1900. Wien 1980, ISBN 3-7001-0354-9.
- Böhmisches Wien. Wien 1985, ISBN 3-7008-0307-9.[1]
- Prager Professoren 1938–1948. Zwischen Wissenschaft und Politik. Essen 2001, ISBN 3-88474-955-2.[pozn. 1]